# Truth Social
Truth Social (également stylisé TRUTH Social) est un réseau social de microblogage du Trump Media & Technology Group (TMTG). Le président-directeur général de la plateforme est Devin Nunes, un ancien membre du Congrès américain.

## Contexte
Quelques jours après l'assaut du Capitole en 2021, le 45e président des États-Unis, Donald Trump, est banni de Facebook et Twitter. Avant ces bannissements définitifs, il comptait 89 millions d'abonnés sur Twitter, 35 millions sur Facebook et 24 millions sur Instagram.
Peu après ces mises à l'écart, il évoque la perspective de construire une nouvelle plateforme de réseau social. En novembre 2021, il annonce le lancement de son réseau social « Truth Social » ainsi que la création du Trump Media & Technology Group pour gérer cette plateforme. Il affirme vouloir résister à la « tyrannie des géants des technologies » qui « ont utilisé leur pouvoir unilatéral pour faire taire les voix dissidentes en Amérique ».

## Historique
Le 20 octobre 2021, Trump Media & Technology Group (TMTG) publie un communiqué de presse annonçant la plate-forme, qui devait entrer en bêta limitée en novembre 2021. Quelques heures plus tard, une URL a été divulguée sur divers sites permettant aux utilisateurs de s'inscrire et d'utiliser la plate-forme, certains utilisateurs en profitent pour créer des comptes parodiques ou humoristiques.
L'annonce de la plateforme de réseau social fait suite à la fusion, le 20 octobre 2021, de TMTG avec la société d'acquisition à vocation spécifique (SPAC) Digital World Acquisition Corp. Cette fusion valorise Media & Technology Group à 875 millions de dollars, au 21 octobre 2021. Le 21 octobre 2021, les actions de Digital World Acquisition Corp. ont augmenté de 400 % après l'annonce de Truth Social. La négociation des actions de la société est interrompue à plusieurs reprises en raison de leur volatilité.
Les SPAC sont structurées afin de vendre en priorité des actions au public, puis de lever des fonds auprès des investisseurs pour acquérir une société privée, dont ils ne peuvent connaître l'identité à l'avance. Certains investisseurs ont été surpris d'apprendre que l'argent qu'ils avaient investi était utilisé pour financer une société appartenant à Donald Trump, ce qui a pu nuire à la réputation des SPAC.
La plateforme est lancée le 21 février 2022, mais elle souffre de problèmes techniques et les utilisateurs téléchargeant l'application sont mis sur liste d'attente avant de pouvoir l'utiliser. Le jeudi 28 avril, Donald Trump poste son premier message sur la plateforme. Fin avril, la plateforme n'est accessible que sous IOS. Une version Android est en développement selon la page internet du réseau social.
En octobre 2022, le réseau social est rendu accessible sur le catalogue d'applications de Google Play Store, après avoir accepté d'appliquer le règlement de Google sur le retrait des messages d'incitation à la violence.
Le réseau social est accusé de diffuser des fausses informations,,,.
L'application ne constitue pas une alternative concurrentielle aux autres plateformes conservatrices comme Parler,,,,.
En 2022, Elon Musk restaure le compte Twitter de Donald Trump, qui ne l'utilise pas car il dispose d'un contrat d'exclusivité avec Truth Social.
Début 2025, le réseau affiche 6 millions de comptes, ce qui reste très faible comparé aux autres réseaux sociaux concurrents (237 millions pour Twitter, 30 millions pour BlueSky), ou même par rapport aux 35 millions d'adhérents au Parti républicain.

## Finances
Le 20 octobre 2021, la société Digital World Acquisition Corp (DWAC) annonce sa fusion avec TMTG à hauteur de 875 millions de dollars. Le 21 octobre, l'action de DWAC quadruple à Wall Street passant de 10 à 40,5 dollars en raison de la fusion. L'action double de nouveau le lendemain, avant de s'effondrer au printemps 2022,.

## Technologie
Truth Social utilise une version personnalisée de Mastodon, logiciel libre généralement utilisé pour se connecter à un plus large réseau de médias sociaux connu sous le nom de Fediverse. Cependant, la version de Mastodon utilisée pour Truth Social supprime plusieurs fonctionnalités, notamment les sondages et les options de visibilité des messages. Mastodon est publié sous la licence AGPLv3 qui exige que tout code source dérivé soit accessible au public. Étant donné que les conditions d'utilisation de Truth Social décrivent son logiciel comme propriétaire, le fondateur et développeur principal de Mastodon, Eugen Rochko, a déclaré que : « ce serait un problème, car cela indiquerait une violation de la licence ».
L’ergonomie de la plateforme est fortement inspirée de Twitter. Les utilisateurs peuvent publier des messages appelés « Truths » (des « vérités ») et partager ceux d'autres utilisateurs sous forme de re-truths. La plateforme comporte également un fil d'actualité appelé « Truth Feed », ainsi qu'un système de notifications.
Au moment de la création du compte, des informations classiques sont demandées tels que le numéro de téléphone, la date de naissance et d’autres coordonnées personnelles. Après avoir créé son compte, avoir choisi une « photo de profil » et un pseudonyme, Truth Social propose différents profils à suivre. À l’instar de la plateforme Twitter, sur l’application, les hashtags sont très utilisés et permettent de trouver directement les contenus qui nous intéressent. Pour ce qui est des profils, ils sont identifiés par un arobase. L’application présente cinq sections différentes : la « Home Feed », qui montre les contenus des profils ou des groupes que l’utilisateur a choisi de suivre. La partie « Groups », sur laquelle il est possible de suivre l’activité du groupe choisi et d’y participer mais aussi d’en trouver d’autres dans l’onglet « Find groups ». Ensuite, « Discover » est la section dédiée aux hashtags de tendance. Sont alors présents les 4 hashtags plus utilisés, les « Trending Topics ». Aussi, il est possible de consulter les « Hot Truths », les publications qui ont vu le plus de succès. Enfin, les deux dernières sections sont dédiées l’une aux « Alerts », donc à toute information concernant les « Likes » recus, les nouveau « Follows » et les « Mentions », et enfin la section messages, dans laquelle l’utilisateur peut discuter directement avec d’autres de manière privée.
Le format de X (anciennement Twitter) est repris avec une limitation du nombre de caractères. Celui-ci est, néanmoins, plus important que sur X, avec des messages limités respectivement à 1 000 et 280 (et 4 000 pour les personnes ayant souscrit à Twitter Blue) caractères, pouvant être publics et visibles par tous ou être publiées dans un groupe dont seuls les membres peuvent accéder à la publication en question.

## Controverses
Avant même son déploiement, Reporters Sans Frontières s’inquiétait « du danger de plateformes numériques et de réseaux sociaux orientés » en appelant à ce que « les plateformes numériques et les réseaux sociaux, qui structurent l’espace civique, [soient] astreints à une neutralité politique, idéologique et religieuse ».
Le réseau est critiqué pour être un refuge de réseaux complotistes, abritant les partisans QAnon, notamment par Mike Rothschild, auteur d’un livre sur ce groupe complotiste.
La création de l’application Truth Social ne s’est pas faite sans critiques. Nombreux ont été les reproches faits à l'importance donnée à la vérité, dans le cadre d’un réseau social qui permet à quiconque de s’exprimer sans contrôle des sources ou de la vérité scientifique des faits et sans modération suffisante, raison pour laquelle Google Play avait décidé d’interdire le téléchargement. Ainsi, jusqu'au 12 octobre 2022, l’application ne pouvait être téléchargée sur la plateforme Google Play Store.
La prééminence du Parti républicain sur le réseau social est également critiquée. Au sein même du camp républicain sur le réseau social, ce sont les utilisateurs soutenant Donald Trump qui sont « majoritaires » selon David Thiel, chercheur au Stanford internet Observatory. Ils sont aussi les plus actifs et les plus visibles. Les hashtags relatifs à Donald Trump, « #MAGA » (Make America Great Again, slogan de Donald Trump lors de sa campagne présidentielle de 2016) ou à « #Trump2024 » sont les plus employés, loin devant ceux faisant référence, bien souvent de manière négative, aux autres personnalités du Parti républicain. Cette majorité favorable à Donald Trump peut s’expliquer par le fait que ses opposants ont délaissé la plateforme critiquant la circulation massive de fake news.
Le compte de campagne de son opposant à l'élection présidentielle 2020, Joe Biden, a néanmoins rejoint le réseau social sous le pseudonyme « @BidenHQ ». Les représentants de celle-ci ont expliqué qu’ils pensaient « que ce serait drôle ». Donald Trump a alors répliqué par un courriel envoyé à tous les utilisateurs accueillant son rival sur la plateforme et ironisant que « la campagne présidentielle se joue en temps réel sur Truth Social ».